# Белых, Максим Валерьевич
Максим Валерьевич Белых (туркм. Maksim Waleryewic Belyh; род. 7 августа 1984, Ашхабад) — российский и туркменский футбольный тренер, ранее выступавший как футболист на позиции защитника. Ассистент главного тренера в киргизском клубе «Каганат».

## Биография
Максим Белых родился 7 августа 1984 года в Ашхабаде. В 2001 году окончил среднюю школу № 1 города Ашхабада. В 2002—2004 годах служил в спортивной роте министерства обороны Туркменистана. Женат, есть дочь и сын.

## Карьера
Активные выступления в большом футболе начал с клуба МТТУ в 2004 году.
В 2012 году выступал за узбекский «Навбахор».
С 2015 года игрок туркменбашинского «Шагадама».

### Сборная
Белых дебютировал за национальную сборную Туркменистана в 2008 году. Выступал за Олимпийскую сборную Туркменистана на Азиатских играх 2010 в Гуанчжоу.

## Тренерская карьера
После завершения карьеры футболиста в 2018 году, Белых присоединился к тренерскому штабу «Ахала» в качестве ассистента главного тренера.
В 2019—2020 работал ассистентом главного тренера национальной сборной Туркменистана, хорватского специалист Анте Мише.
В 2020 году был ассистентом главного тренера узбекского футбольного клуба «Кызылкум».
В 2022 году вошёл в тренерский штаб киргизского «Каганата»